# Aderbissinat
Aderbissinat es una comuna rural de Níger perteneciente a la región de Agadez. En 2012 tenía una población de 35 320 habitantes, de los cuales 18 398 eran hombres y 16 922 eran mujeres. Desde la reforma territorial de 2011, la comuna forma por sí misma uno de los seis departamentos de la región; antes pertenecía al departamento de Tchirozérine.
Se ubica sobre la carretera RN11, a medio camino entre Agadez y Zinder.
Ubicada en el Sahel, Aderbissinat ha sido una zona tradicionalmente dedicada a la ganadería debido a su escasez de lluvias. Sin embargo, a partir de los años 1970 se produjeron continuas sequías que obligaron a muchos nómadas y seminómadas a establecerse permanentemente en la localidad. Actualmente es un núcleo multiétnico donde conviven hausas, tuaregs y árabes, a los que se suman los pastores nómadas de etnia fulani cuando visitan la localidad para vender mercancías.